# Івін
Івін (пол. Iwin) — село в Польщі, у гміні Ґжмьонца Щецинецького повіту Західнопоморського воєводства.
Населення — 224 особи (2011).

## Демографія
Демографічна структура станом на 31 березня 2011 року:
|          | Загалом | Допрацездатний вік | Працездатний вік | Постпрацездатний вік |
| -------- | ------- | ------------------ | ---------------- | -------------------- |
| Чоловіки | 117     | 29                 | 80               | 8                    |
| Жінки    | 107     | 21                 | 66               | 20                   |
| Разом    | 224     | 50                 | 146              | 28                   |